# Cyrwendoł
Cyrwendoł (bułg. Цървендол) – wieś w Bułgarii, w obwodzie Kiustendił, w gminie Kiustendił. Miejscowość zamieszkana przez jednego mieszkańca.